# Annali di Clonmacnoise
Gli Annali di Clonmacnoise (in irlandese Annála Chluain Mhic Nóis) sono una traduzione in lingua inglese, dell'inizio del XVII secolo, di una cronaca irlandese perduta, che copriva gli eventi in Irlanda dalla preistoria al 1408. L'opera è talvolta nota come Libro di Mageoghagan, dal nome del suo traduttore Conall lo storico.

## Traduzione
La cronaca irlandese fu tradotta in inglese, nello stile del periodo elisabettiano, nel 1627 da Conall Mag Eochagáin di Lismoyny (Contea di Westmeath), vicino a Clara, Contea di Offaly. Mag Eochagáin dedicò questa traduzione a suo cognato, Toirdhealbhach Mac Cochláin, la cui famiglia fu tra le ultime a sostenere e praticare le usanze gaeliche irlandesi native.
La traduzione fu completata il 20 aprile 1627, nel castello di Lemanaghan nella contea di Offaly. Il manoscritto originale della traduzione di Mag Eochagáin è andato perduto, ma ne esistono diverse copie sia nella Biblioteca del Trinity College che nel British Museum.
L'opera originale era in gaelico irlandese. Mag Eochagáin più di una volta si riferisce "al vecchio libro irlandese da cui ha scritto, al vecchio libro irlandese che traduce, dal quale molti fogli sono stati persi o rubati." Mag Eochagáin sembra aver preservato il valore della fraseologia gaelica originale e reso ogni giustizia per quanto è possibile determinare in assenza del manoscritto originale.

## Provenienza della cronaca originale

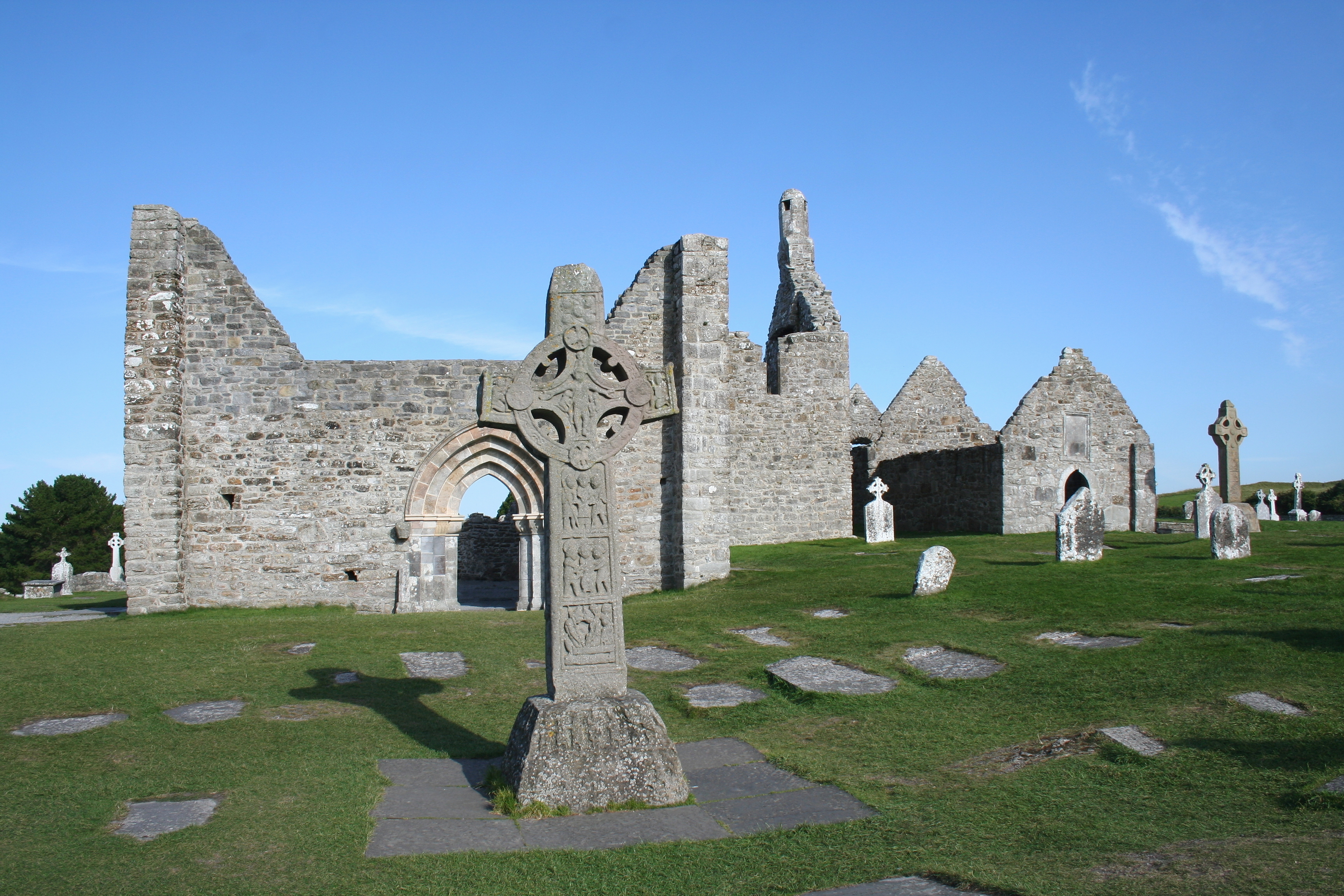
Rovine del sito ecclesiastico di Clonmacnoise.

Il manoscritto originale o i manoscritti degli annali irlandesi sono andati perduti e i nomi dei suoi compilatori sono sconosciuti. Questi annali sono stati solitamente chiamati Annali di Clonmacnoise, perché si pensava che l'opera fosse basata su materiali raccolti presso il Monastero di Clonmacnoise, anche se su questo ci sono alcuni dubbi. Nel libro stesso non c'è nulla che mostri perché dovrebbe essere chiamato con questo nome. Tuttavia, gli Annali danno particolare risalto alla storia delle parti del paese su entrambi i lati del fiume Shannon a Clonmacnoise e alle famiglie che abitano le aree di Uí Maine (Hy Many) che le circondano, vale a dire O'Kellys, O' Rourkes, O'Molloys, O'Connors e McDermott. Inoltre, il testo presenta strette somiglianze con il cosiddetto gruppo di testi annalistici di Clonmacnoise. Il valore principale di questi Annali deriva dai dettagli storici di questi quartieri e famiglie che non si trovano nella stessa misura altrove.

## Contenuti
Gli Annali raccontano la storia dell'Irlanda e delle aree circostanti Clonmacnoise dalla creazione dell'uomo fino all'anno 1408. Mag Eochagáin fa notare che mancano diverse parti dell'opera originale dal 1182 al 1199 e di nuovo dal 1290 al 1299. Afferma che gli originali furono distrutti non solo dai libri bruciati dai predoni vichinghi, ma anche dai sarti che tagliavano i fogli dei libri in lunghi pezzi per fare i loro modelli.

## Edizione
La traduzione degli Annali è stata pubblicata per la prima volta a Dublino nel 1896 e nuovamente ristampata dalla Llanerch Publishers nel 1993. Gli studiosi hanno ripetutamente chiesto una nuova edizione poiché l'edizione di Murphy è stata ritenuta inadeguata per gli scopi accademici moderni. Tali studiosi includono il professor David Dumville che ha lamentato la "cattiva condizione testuale degli Annali di Clonmacnoise e la mancanza di un'adeguata critica moderna di quel testo". Il dottor Nollaig O Muraile ha anche espresso l'augurio che qualcuno intraprenda uno di "quei grandi desiderata in questo particolare campo - vale a dire le nuove, aggiornate edizioni degli Annali di Tigernach, del Libro di Mageoghegan" (cioè gli Annali di Clonmacnoise).
- Murphy, Denis (ed.). The Annals of Clonmacnoise. Royal Society of Antiquaries of Ireland. Dublin, 1896. PDF didponibile su Internet Archive qui e qui.